# はや
株式会社はや（英文商号：HAYA Co.,LTD）は、大阪府堺市堺区に総本店を、同市南区に本社（有限会社Eテーブル）を置く飲食チェーン店。石焼ピビンバを日本の焼肉チェーン店で初めて商品化した。「民芸肉料理」と「はや」は共に商標登録されている。

## 概要
- 本社： 大阪府堺市南区原山台5-21-2
- 資本金 140,000千円
- 代表者　宮下　昌史
- 従業員 100名（パート・アルバイト約500名）
- 創立： 1968年6月

## 店舗
- はや総本店[1]
- 焼肉しゃぶしゃぶ食べ放題 はや 阿倍野アポロ店
- 民芸肉料理 はや 外環東大阪店
- 炭火焼肉食べ放題店 はや 天保山店
- はや フードスタジアム（和泉市）
- 黒毛和牛A5 焼肉 食べ放題 一歩堂 登美ヶ丘店
- 焼肉しゃぶしゃぶ食べ放題 はや まんぷく市場 宗右衛門町店
- 新こだわり亭 三宮店

## 過去に存在した店舗
- はや山荘
- 泉北の郷（2025年2月閉店）[2]

## CM
笑福亭鶴瓶が割烹着姿の女将に扮したCMで知名度を上げ、「うまいもんはうまい」のキャッチコピーで知られた。

## その他
かつては、1万トンの豪華クルージング客船「ジャパニーズドリーム」を所有し、船内で料理を提供していた。